# Popcorn (czasopismo)
Popcorn – miesięcznik o charakterze okołorozrywkowym dla nastolatków wydawany w latach 1990–2012. Pierwszym redaktorem naczelnym był Marek Adamski, a redakcja mieściła się we Wrocławiu.
Pierwszym wydawcą pisma było wydawnictwo Phoenix Intermedia. Kolejnym, od 1994 roku, JMG Magazine Publishing Company. W roku 2000 tytuł kupiło wydawnictwo Axel Springer Polska. W pierwszej dekadzie XXI wieku sprzedaż znacząco spadła (w 2009 roku średnio prawie 106 tysięcy, w 2011 średnio prawie 58 tysięcy) i wydawca w marcu 2011 roku połączył redakcję z magazynem „Dziewczyna”, a następnie zdecydował o zamknięciu tytułu. Od marca 2012 miesięcznik przejęło wydawnictwo BPV Polska.
W lipcu 2012 roku ukazał się ostatni numer magazynu. Ostatnim redaktorem naczelnym była Ewa Mościcka.